# 丘萨-迪圣米凯莱
丘萨-迪圣米凯莱（義大利語：Chiusa di San Michele），是意大利北部皮埃蒙特大区都靈廣域市的一个市镇。总面积6平方公里，总人口1687，人口密度281.2人/平方公里（2010年12月31日）。